# Heterophyllium lorentzianum
Heterophyllium lorentzianum là một loài rêu trong họ Sematophyllaceae. Loài này được (Molendo ex Lorentz) G. Roth mô tả khoa học đầu tiên năm 1904.